# Ogdensburg-Prescott International Bridge
Die Ogdensburg-Prescott International Bridge ist eine Hängebrücke an der Grenze zwischen Kanada und den Vereinigten Staaten. Sie verbindet Ogdensburg im Bundesstaat New York mit Johnstown in den United Counties of Leeds and Grenville in der Provinz Ontario. Der Namensbestandteil Prescott bezieht sich auf den Ort Prescott, sieben Kilometer südwestlich von Johnstown. Die mautpflichtige, im Jahr 1960 fertiggestellte Brücke überspannt den Sankt-Lorenz-Strom und den Sankt-Lorenz-Seeweg, ihre mittlere Spannweite beträgt 350,75 Meter.
Auf der kanadischen Seite führt die Brücke zum Highway 16, einer kurzen Schnellstraße, die sich mit dem Highway 401, der wichtigsten Autobahn Kanadas, kreuzt und in den Highway 416 in Richtung Ottawa übergeht. Auf der amerikanischen Seite führt die Brücke zur New York State Route 812 in Richtung Lowville im Lewis County.